# Nikita Afanassiev
Pour les articles homonymes, voir Afanassiev.
Nikita Afanassiev (en russe : Никита Афанасьев, est un joueur d'échecs russe né  le 25 août 2000, grand maître international depuis 2020.
Au 1er juin 2022, il est le 29e joueur russe avec un classement Elo de 2 583 points.

## Biographie et carrière
En 2017, Afanassiev remporta le championnat de Moscou des moins de 17 ans. En 2019, il finit quatrième ex æquo (sixième au départage) du Mémorial Tchigorine à Saint-Pétersbourg avec 7 points sur 9. En février 2021, il finit deuxième ex æquo de l'Open Aeroflot B de Moscou avec 7 points sur 9. En février 2021, il finit premier ex æquo (troisième au départage)  de l'Open de Moscou (groupe A).
En mai 2021, Afanassiev se qualifie lors du tournoi hybride pour la Coupe du monde d'échecs 2021. Lors de la Coupe du monde disputée à Sotchi pendant l'été, il est battu au premier tour par Boris Savtchenko après départages en parties rapides (1,5 à 2,5). En octobre 2021, il remporte le mémorial Lobanov rapide à Sotchi.
En février 2022, il remporte l'Open d'Orcha avec 7,5 points sur 9. En mars 2022, il remporte le championnat de Moscou. En mai 2022, il remporte l'open de Guelendjik (7,5/9) au départage (7/9). En juin 2022, il gagne le Sea Harbor Open 2022 à Anapa faisant partie de la Coupe de Russie.